# Gouda van A tot Z

## A
- Paul Abels - Achterwillens - Admiraalshuis - Agnietenkapel (Gouda) - 't Gouwe Anker - Hendrik Gijsbertsz van Arnhem - Arti Legi - Asschuur

## B
- Joost Balbian - Han Balvert - Barbaratoren (Gouda) - Hendrik Bary - Beleg van Gouda (1428) - Carel Bentfort - Albertus Adrianus van Bergen IJzendoorn - Van Bergen IJzendoornpark - A. A. van Bergen IJzendoorn (gedenkteken) - Adrianus van Bergen - Johannes Jacobus Bertelman - Dirck Fredericksze Beuckel - Hiëronymus van Beverningh - Clemens Bijleveld - Binnenstad - Jan Willem Blanken - Pieter Blauw - Jan Bleuland - Jacob Block - Bloemendaal - Pieter Cornelisz. Bockenberg - Jan Hein Boone - Jan Willem van Borselen - Pieter van Borselen - Cornelis Borsteegh - Hofje van Arent Bosch -  Gerard van Brandwijk (1673-1725) - Gerard van Brandwijk (1704-1762) - Henri Breetvelt - Cees Broehs - Broek - Broek, Thuil en 't Weegje - Klaas Broekens - Broekhuizen - Johannes Cornelis ten Brummeler Andriesse - Josine de Bruyn Kops - Willem Frederik Büchner - Arent van der Burgh

## C
- Café Central - Catharina Gasthuis - Catharinaklooster (Gouda) - Jacob Jansz. Coddesteyn - Collatiehuis -  Het Compas - Aemilius Cool - Gregorius Cool - Coornhert Gymnasium - Wim Cornelis - Jan Couperus - Petrus Theodorus Couperus - Dirck en Wouter Crabeth - Wouter Crabeth II - Adriaan Dircksz van Crimpen - Jan Jansz. van Crimpen - CVV De Jodan Boys

## D
- Dageraad - Jacoba Nicolina van Dantzig-Melles - Jan Claesz. Diert - Pieter van Dijke - Dirc Gherystshuys - Adriaan van der Does (1686-1749) - Adriaan Jacob van der Does -  Bruno van der Does - Johan van der Does (1644-1704) - Johan van der Does (1694-1749) - Dirck Doncker - Donk - Donkere sluis - Het Dubbeld Ancker - Dubbele Kruis - Jan Ariens Duif - Bruno van der Dussen

## E
- De Eenhoorn (Gouda) - Huijbert van Eijck - Jan Cornelis van Eijck - Vincent van Eijck (1645-1733) - Vincent van Eijck - Frans J.H. van Eijk - Huize Elisabeth - Huize Endenburg - Desiderius Erasmus

## F
- Flora

## G
- Egbertus Gerrit Gaarlandt - Galgenveld - Gebrandschilderde glazen in de Grote of Sint-Janskerk in Gouda - Gemeentebelangen Gouda - GMHC Gouda - Goedewaagen - Abraham Goedewaagen - Tobias Goedewaagen - Robert Jansz. Goris - Gouda - Gouda Noord - Gouda Positief - Gouda Vuurvast - Gouda-zegels - Nicolaas Goudanus - Cornelis van der Goude - Van der Goude - Gouds - Gouds plateel - Goudsche Courant - Goudse Hout - Goudse beeldenroute - Goudse stenen pijp - Gouwe (straat) - Gouwe (rivier) Gouwekerk - Gouwespoorbruggen - Goverwelle - Adriaan de Grande - Matthijs de Grande - Groene Hart Ziekenhuis - Huize Groeneweg - Groenhovenbad

## H
- Haastrechtse Molen - Nico Habermehl - Jan den Haen - Hanepraaisluis - De Haven - Haven - Havensluis - Dirck van Hensbeeck - Anna van Hensbeek - Herman Herbers - Thomas Hermansz. - Gijsbert Hendricksz. 't Hert - Joris Herst - Herthuis - Daniel Jacob van Heusde - Gerrit Heye Gerritsz - Jan Gerritsz. Heye - Henriëtta Hoffman - Hoge Gouwe 77 (Gouda) - Christiaan van Hofwegen - Hollandse IJssel - Dick Hoogendoorn - Jan van Hoogstraten - Houtmansplantsoen - Huis van de Stad - Huys met de treppen

## I
- In de Gecroonde Spaerpot - Nicolaas IJzendoorn - IJsselhof - Ir. De Kock van Leeuwensluis - Andrinus Antonie Gijsbertus van Iterson

## J
- Karel Frederik Otto James - Grote of Sint-Janskerk (Gouda) - Gebrandschilderde glazen in de Grote of Sint-Janskerk in Gouda - Cor Jong - Joodse begraafplaats - Julianasluis

## K
- Kaarsjesavond - Jacob Cornelisz. Kaen - Sybertus Kaen - Kasteel van Gouda - Willem van den Kerckhoven jr. - Willem van den Kerckhoven sr. - Cornelis Ketel - Jérôme Henri Kiebert- Kleiweg - Kleiwegkerk - Kloosters in Gouda - Martinus Hendrik Kluitman - Henk Kooijman - Kort Haarlem - Korte Akkeren - Jacob Kumsius

## L
- Laboratorium Waterwolf - Anton Pieter Maarten Lafeber - Lage Gouwe 28 - Lage Gouwe 136 - Adrianus Martinus de Lange - Cornelis Cornelisz. de Lange (1586-1653) - Cornelis Cornelisz. de Lange (1629-1682) - Cornelis Cornelisz. de Lange (1656-1712) - Cornelis Johan de Lange - Lazaruspoortje - Hanzo Lemstra van Buma - Arent Lepelaer - Herman Lethmaet - Libertum - E.A.A. Liera - Looihal

## M
- Wouter Jacobsz. Maes - Magazijn De Zon - Petrus Claudius Theodorus Malingré - Mallegatsluis - Herman de Man - Maria Magdalenaconvent -  Margarethaconvent - Markt - Rudolph Lodewijk Martens - Anna Barbara van Meerten-Schilperoort - Menno Meijer - Sonja Meijer - Christiaan Messemaker - Metaheerhuis (Gouda) - Alexander Hendrik Metelerkamp - Dirk Johannes Metske - Gerardus Emaus de Micault - Ulbo Jetze Mijs - Cornelis Gerard Moeringh - Molens in Gouda - Piet van Mook Moordrechtse Verlaat - Museum De Moriaan - Museum Gouda - Museumhaven Gouda

## N
- Hendrik Jan Nederhorst (1847-1913) - Hendrik Jan Nederhorst (1871-1928) - Jacob Louis Nijhoff - De Drie Notenboomen

## O
- Oasen - Olympia - ONA - Oosterwei - Oranjeboom (herdenkingsboom) in Gouda - Het Ossenhooft - Oude Begraafplaats Gouda

## P
- Pastorie Gouwekerk - De Pauw - Pauw (geslacht) - Reynier Hendricksz. Pauw - Reinier van Persijn - Christoffel Pierson - Pieter Pietersz. - Plaswijck (Gouda) - Plateelbakkerij Zuid-Holland - Plateelfabriek De Distel - Jan Ponsen - Eduard Poppius - Pieter Pourbus - De Producent - Petrus Purmerent

## R
- Reinier Marinus van Reenen - Regina - Regulierenklooster (Gouda) - De Réunie - Dirck Cornelisz. van Reynegom - Sjaak van Rhijn - RijnGouwelijn - Rode dorp - Carla Rodenberg - De Roode Leeuw - Boudewijn Ronsse - Jan van Rosendael - Rotterdamsche Bank (Gouda) - Nicolaas Ruysch

## S
- Sacramentskerk (Gouda) - Johannes 't Sanctius - Jacobus Sceperus - Schaatsclub Gouda - Arie Scheygrond - Florentius Schoonhoven - Gregorius Simpernel - Sint-Jorisdoelen - Jan Jacob Slicher - 't Slot - Jan Smit - So What! - Spaardersbad - Adriaen van der Spelt - Stadhuis van Gouda - Stadsbrand Gouda 1438 - Station Gouda - Station Gouda Goverwelle - Stearine Kaarsenfabriek - Cornelis Steenblok - Steenhouwershuis - Stein - De Sterke Samsom - Cornelis Jacobsz. van Steyn - Aart Stolk - Stolwijkersluis (buurtschap) - Stolwijkersluis (sluis) - Huis Van Strijen - Willem van Strijen - SV Gouda - Govert Suijs jr. - Govert Suijs sr. - Willem de Swaen - Andries Lourisz. Swaenswijck - Leonard Swanenburg - Reinier Swanenburg - Adriaen van Swieten - Willie Swildens-Rozendaal - Synagoge (Gouda)

## T
- Tapijthuis - Tergouw - Tapijthuis - Theodorusstichting (gebouw) - Tiendeweg (Gouda) - Jacob van der Tocht - Tolhuis (Gouda) - Daniël Tomberg - Willem Tomberg - Harboldus Tombergen - Lodewijk van Toulon - Martinus van Toulon - Tuindorp Josephbuurt (Gouda) - Turfmarkt -  Turfmarkt 12 - Turfsingel - Turfsingel 70 - Adriaan Pieter Twent van Raaphorst

## V
- Leonard Venroy - De Vergulde Galei - 't Vergulde Lam - Gijsbert Johannes Verspuy - Adriaen Cornelisz. Vereyck - Maria Gerrits Vermeij - Jan Verzijl - Jan Daemesz. de Veth - Vier gekroonden - Visbanken (Gouda) - Adriaen Vlacq - Cornelis Vlacq - Roemer Vlacq (de jongste) - Roemer Vlacq (de oudste) - Cornelis Volpartsz - Marius Anthonius Gijsbertus Vorstman - Dirk Johannes van Vreumingen -  Adriaen Gerritsz. de Vrije - Dirck de Vrije - Willem Vroesenhuis - Onze-Lieve-Vrouwetoren (Gouda)

## W
- Waag - Waaiersluis - Aert van Waes - Ignatius Walvis - Van der Want - Het Wapen van Amsterdam - Wapen van Gouda - Watertoren - Weduwe/Geuzen/Vrouwtje van Gouda - Wed. Knox en Dortland - Weeshuis - Westergouwe - Arnoldus Henricus Westerhovius - Westhaven 12 (Gouda) - Wijken en buurten in Gouda - Anthonie Jacobus van Wijngaerdt - De Windhondt

## Z
- Zakkendragershuisje (Gouda) - De Zalm - Zwembad de Tobbe